# 一胴七度

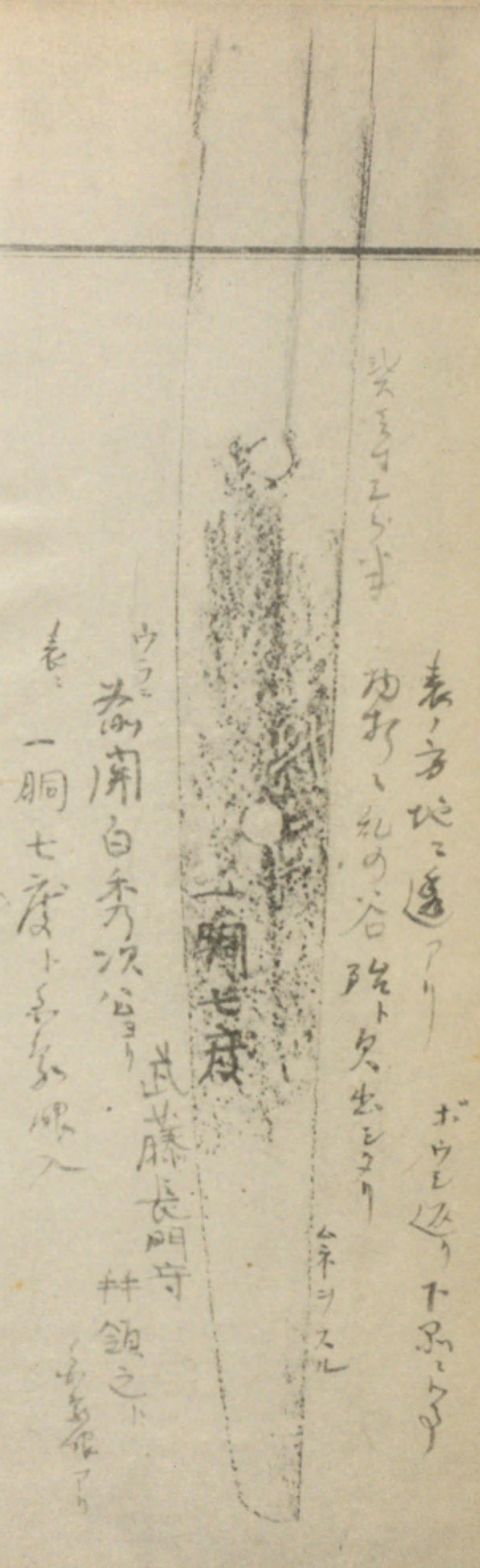
豊臣秀次の愛刀「一胴七度」（『今村押形』第2巻）

一胴七度（いちのどうしちど）は、戦国時代伊勢国桑名（後の三重県桑名市）の刀工・千子村正作の打刀。関白豊臣秀次の愛刀。
秀次自らがこの村正を振るい、「一の胴」の部位での人体一刀両断の試し斬りを七回も成功させたことから、表に金象嵌で「一胴七度」の銘が施された。
秀次切腹後、執政の武藤長門守（秀次の側室おさなの方の父）が拝領したので、秀次を偲んだ長門守によって裏に所持銘「前關白秀次公ヨリ武藤長門守拜領之」（前関白秀次公より武藤長門守、これを拝領す）が金象嵌で施された。

## 概要

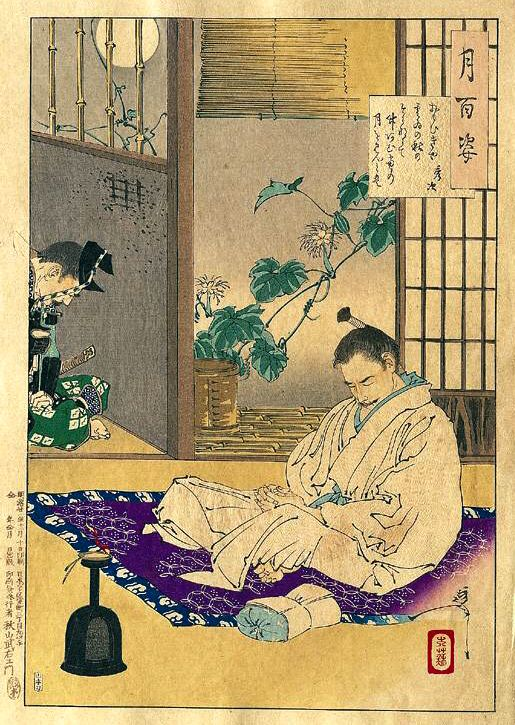
『おもひきや　雲ゐの秋のそらならて　竹あむ窓の月を見んとは』（月岡芳年『月百姿』）高野山の豊臣秀次

刀〈銘　村正　金象嵌銘　一胴七度／金象嵌銘　前関白秀次公ヨリ武藤長門守拜領之〉、二尺三寸三分半（約70.75 cm）、表は地沸よくつき、刃文は乱れ刃の谷が駆け出し、鋩子深く返り、棟を磨る。押形『今村押形』第2巻13丁ウ所載。
村正は個人名ではなく複数代あるが、銘振りからは藤原朝臣村正（大永・天文頃（1521-1555年頃）に作刀した代の村正）の作と鑑定できる。
天正19年（1591年）12月28日、豊臣秀次は、叔父の豊臣秀吉に実子がいなかったことから、次代の天下人に指名され、関白の座についた。
秀次は、「生き胴」といって、死罪人を生きたまま試し斬りにかけることがあったことが、宣教師ルイス・フロイスの『日本史』から確認できる。
フロイスや現代人の価値観からは残虐に思われる行為だが、封建時代の日本の価値観では死罪人に対する「生き胴」は江戸時代になっても禁忌とはされていなかったから、この記述で秀次を悪人とするのは不当である。試斬は相当の技量を必要とされ、秀次が優れた剣術の腕前を有していたことや、天下人となっても尚武の気風を忘れない人物であったことがわかる。
ある時、秀次は村正の打刀を用いて「一の胴」の部位での試し斬りを七度成功させたことから、それに感銘して「一胴七度」の截断銘（せつだんめい、刀剣の威力を称賛した銘）を金象嵌で表茎に施した。「一の胴」とは、江戸後期では斬りやすいみぞおちの当たりを指すが、江戸前期までは乳頭のやや上、肋骨が多い箇所を指したので、難易度が高い部位だった。
新々刀を創始し江戸期を代表する名工水心子正秀によれば、正秀や弟子の作では斬り手が体力十分であれば「三ツ胴」（斬りやすい部位での胴体三つ重ね両断）ぐらいは容易く斬れるが、「乳割」（秀次の時代での「一の胴」）の部位では斬れたり斬れなかったりして、「乳割」（＝旧「一の胴」）は「三ツ胴」よりも難易度が上なようであり（ただし斬り手を庇うためか、「乳割」に使った刀は余り出来が良くなかったようだともしている
）、それを七度も達成したことの凄まじさがわかる。
なお、村正のいわゆる妖刀伝説が発生するのは徳川家康の死後で、この当時の村正は特に異常もない優れた業物と認識されていて、家康も愛用していた。
あくまで仮説の一つではあるが、小林千草および小和田哲男は、
秀吉は自身の持つ大量の名刀の鑑定を秀次に任しており、秀次は名刀鑑定体制の中で試し斬りを行っていたのではないか、と推測している。
小瀬甫庵の準軍記物『甫庵太閤記』のはたしてどこまでが信頼できるか不明であるが、同書では秀吉の没後に、秀吉の遺産として堀内阿波守、赤松上総守、加賀井弥八郎の三名に村正が与えられていることから、秀吉は村正を複数所持していたようであり、小林・小和田説と結びつけて妄想をたくましくすれば、「一胴七度」が元は秀吉の所有する村正の一振りで、秀次は秀吉から信任されてこの村正の試し斬りを行った（そして秀吉から譲り受けた）などという可能性も全くのゼロとは言えない。
ところが、文禄2年（1593年）8月3日、秀吉と淀殿の間に息子が産まれる（後の豊臣秀頼）と、秀次と秀吉の関係性は一変した。
実子を次の後継者にしたい秀吉との仲は徐々に冷え、
文禄4年（1595年）6月末に秀次は突然謀反の疑いをかけられ（一般に事実無根とされる）、7月10日、高野山青巌寺に強制的に出家させられる。
7月15日、秀次自死（秀吉が切腹を命じたという説、秀次自身が無実を訴えるために自死したという説など諸説ある）。フロイスの記述によれば、秀次を含め6人が切腹した。
最初の4人の家臣に対し、秀次は主君である自らが介錯を行うという栄誉を与えた。そして、
最後に、その6番目の家臣も切腹して果てた。
『甫庵太閤記』によれば、この時秀次は自分の持つ天下の大名刀を家臣たちに与えて切腹の儀を行っており、秀次自身の番では切腹に正宗の脇差を使用し、介錯刀には名物「波遊ぎ兼光」が用いられたとされている。
一方、1994年、秀次の介錯を行った人物であるとされる雀部重政の兄・雀部六左衛門の子孫の家から介錯に使われた刀であると伝来するものが発見され、その南都住金房兵衛尉政次の作になる打刀が博物館「大阪城天守閣」で展示されていたことがある。
しかし、秀次の介錯に用いられたのが、秀次自身が試し斬りに用いた愛刀だったというフロイスの証言が正しければ、それは愛刀の村正「一胴七度」だったかもしれない。
奇しくも、村正も秀次も、その死後にそれぞれ「妖刀」「殺生関白」と汚名を被せられた。
根岸鎮衛の随筆『耳嚢』第2巻（天明6年（1786年）ごろ）では、当時、村正の作が不吉であると廃棄されたり、銘を潰されて改竄させられたことがあったと記されている。
だが、秀次が辿った末路はさらに悲惨だった。一族郎党30余名は、側近武藤長門守の娘で秀次の側室だったおさなの方（数え16歳）を含めてことごとく処刑された。フロイスの証言では正当な手続きを経た死罪人への「生き胴」であったのに、太田牛一『太閤さま軍記のうち』（慶長15年（1610年）前後）では、無辜の市民数百人を誅殺したあるいは千人斬りしたものであるとされ、「殺生関白」のレッテルを貼られた。
村正作の打刀「一胴七度」は、3万5,000石の知行を秀次から得ていたほどの腹心で義父でもある武藤長門守の手に渡った。
長門守はかつての主君を想い、茎裏に「前關白秀次公ヨリ武藤長門守拜領之」と金象嵌を施した。
武藤長門守と嫡子の左京亮は、秀吉の命令で黒田家にお預けとなり、慶長5年（1600年）の関ヶ原の戦い直前に黒田家から出て、長門守は京都で没した。
左京亮は関ヶ原の戦いで西軍に付き、慶長19年（1614年）大坂の陣でも豊臣方に付こうとするが船の難破で戦に間に合わず、蜂須賀家に遺留され、徳島藩に500石の中老格で召し上げられ、武藤家は文武に秀でた家系として藩内で知られ、その子孫は2017年現在も存続している。